# ミッキーのフィルハーマジック
- ディズニーパーク > 東京ディズニーリゾート > 東京ディズニーランド
  - ファンタジーランド > ミッキーのフィルハーマジック
  - 東京ディズニーランドのアトラクションの一覧 > ミッキーのフィルハーマジック

ミッキーのフィルハーマジック (Mickey's PhilharMagic) は世界のディズニーパークにあるアトラクション。

## このアトラクションが存在するパーク
- マジック・キングダム（ウォルト・ディズニー・ワールド・リゾート）
- 香港ディズニーランド（香港ディズニーランド・リゾート）
- 東京ディズニーランド（東京ディズニーリゾート）
- ディズニーランド・パーク（ディズニーランド・パリ）
- ディズニー・カリフォルニア・アドベンチャー（ディズニーランド・リゾート）

## 概要
ミッキーのフィルハーマジック (Mickey's PhilharMagic) は、3Dフィルムによるシアター型アトラクション。非常に巨大なスクリーンを使用しており、2003年10月にマジック・キングダムに登場した際には、特定目的の3D用スクリーンとしては世界最大であった。名称の「フィルハーマジック」とは、交響楽団を意味する「フィルハーモニック」と、魔法を意味する「マジック」を掛け合わせた言葉である。
3D映像の他、特定の場面で水や香り、風などが噴出するなどの特殊効果が発生する。

## ストーリー
「フィルハーマジックオーケストラ」とは、ファンタジーランドコンサートホールに所属する交響楽団。ミッキーマウスが指揮者、ドナルドとグーフィーがコンサートホールマネージャーをつとめる。演奏会に招かれたゲストは、ドナルドダックが巻き起こすハプニングに巻き込まれ、いろいろなディズニーの映画の世界をめぐる。
ミッキーマウス、ドナルドダック、グーフィーのほか、『美女と野獣』、『ファンタジア』、『リトル・マーメイド』、『ライオン・キング』、『リメンバー・ミー』、『ピーター・パン』、『アラジン』のキャラクターが登場する楽しいステージが巨大3D映像で実現される。

## リニューアル
2021年7月17日に米仏のディズニーパークでリニューアルされた。『ライオン・キング』のシーンの後に『リメンバー・ミー』のシーンが追加された。初のピクサー映画のシーンとなった。
2022年9月15日に東京ディズニーランドでもリニューアルが行われ、『リメンバー・ミー』のシーンの追加と投影機器の更新がされた。

## 各施設紹介

### マジック・キングダム
| ミッキーのフィルハーマジック Mickey's PhilharMagic | ミッキーのフィルハーマジック Mickey's PhilharMagic | ミッキーのフィルハーマジック Mickey's PhilharMagic | ミッキーのフィルハーマジック Mickey's PhilharMagic |
| -------------------------------------------------- | -------------------------------------------------- | -------------------------------------------------- | -------------------------------------------------- |
| オープン日                                         | オープン日                                         | 2003年10月3日                                      | 2003年10月3日                                      |
| スポンサー                                         | スポンサー                                         | kodak                                              | kodak                                              |
| 利用制限                                           |                                                    | なし                                               | なし                                               |
| ファストパス                                       | ファストパス                                       |                                                    | ○                                                  |
| シングルライダー                                   | シングルライダー                                   |                                                    | 対象外                                             |

世界のディズニーパークの中で最初にオープンしたもの。
開設当初はファストパス対象だったが、ファンタジーランド拡張計画に伴い「プーさんの冒険」のファストパス発券機として転用された為、一時期ファストパス非対象となっていた。
しかし、2013年秋よりファストパスプラスがウォルト・ディズニーワールドに導入されてから、現在はファストパス対象に戻っている。

### 東京ディズニーランド
| ミッキーのフィルハーマジック Mickey's PhilharMagic | ミッキーのフィルハーマジック Mickey's PhilharMagic | ミッキーのフィルハーマジック Mickey's PhilharMagic | ミッキーのフィルハーマジック Mickey's PhilharMagic |
| -------------------------------------------------- | -------------------------------------------------- | -------------------------------------------------- | -------------------------------------------------- |
| オープン日                                         | オープン日                                         | 2011年1月24日                                      | 2011年1月24日                                      |
| スポンサー                                         | スポンサー                                         | なし                                               | なし                                               |
| 所要時間                                           | 所要時間                                           | 約16分                                             | 約16分                                             |
| 定員                                               | 定員                                               | 454名                                              | 454名                                              |
| 利用制限                                           |                                                    | 7歳以下の子供は16歳以上の同伴が必要。              | 7歳以下の子供は16歳以上の同伴が必要。              |
| ファストパス                                       | ファストパス                                       |                                                    | 対象外                                             |
| シングルライダー                                   | シングルライダー                                   |                                                    | 対象外                                             |

2008年11月5日に導入が発表され、2011年1月24日にファンタジーランドの「ミッキーマウス・レビュー」の跡地にオープンした。
また、アトラクション付近には当アトラクションに関連したグッズなどを販売するショップ「ハーモニーフェア」もオープンした。
他のディズニーパークとは内装が若干異なるが、内容は同一であり、音声のみ日本語吹き替えにしている。なおキャラクターの歌唱部分は新録はせず原典となった作品の公開当時の音源を流用している。2017年10月11日から2021年3月31日までは日本航空がスポンサーを務めていたが、4月1日よりファンタジーランド・フォレストシアターの提供に伴い終了。
2022年9月15日に『リメンバー・ミー』のシーンが加わり、リニューアルした。それに伴い所要時間が11分だったのが16分に5分延長した。

### 香港ディズニーランド
| ミッキーのフィルハーマジック Mickey's PhilharMagic 米奇幻想曲 | ミッキーのフィルハーマジック Mickey's PhilharMagic 米奇幻想曲 | ミッキーのフィルハーマジック Mickey's PhilharMagic 米奇幻想曲 | ミッキーのフィルハーマジック Mickey's PhilharMagic 米奇幻想曲 |
| ------------------------------------------------------------- | ------------------------------------------------------------- | ------------------------------------------------------------- | ------------------------------------------------------------- |
| オープン日                                                    | オープン日                                                    | 2005年9月12日 (香港ディズニーランドと同時にオープン)          | 2005年9月12日 (香港ディズニーランドと同時にオープン)          |
| スポンサー                                                    | スポンサー                                                    | なし                                                          | なし                                                          |
| 所要時間                                                      | 所要時間                                                      | 約15分                                                        | 約15分                                                        |
| 定員                                                          | 定員                                                          | 486名                                                         | 486名                                                         |
| 利用制限                                                      |                                                               | なし                                                          | なし                                                          |
| シングルライダー                                              | シングルライダー                                              |                                                               | 対象外                                                        |

香港ディズニーランドの「ミッキーのフィルハーマジック」は他のパークにあるものとほぼ同一のものにしているが、スクリーンの面積はディズニー界最大である。世界のディズニーパークの中で2番目に登場した。

## トリビア
- 入り口

「ミッキーのフィルハーマジック」のロゴは東京ディズニーランドのものだけ異なる。これはミッキーマウスレビューの看板をそのまま流用したためである。
- Qライン

東京ディズニーランドのQラインの壁の楽譜の曲は「ミッキーマウス・マーチ」で、大きな五線譜は「魔法使いの弟子」である。
- ロビー

ロビーにあるオブジェにはそれぞれ隠れミッキーがある。
ロビーのオブジェのキャラクターの顔は「出演者の衣装」という設定になっているためない。
- メインシアター

メインシアターの右側の柱にホルン形の隠れミッキーがある。